# Willershausen (Kalefeld)
Willershausen ist ein Ortsteil der Gemeinde Kalefeld im niedersächsischen Landkreis Northeim in Deutschland.

## Lage
Das Dorf liegt am Westrande des Harzes, am Zusammenfluss von Aue und dem Düderoder Bach.

## Geschichte
Erstmals erwähnt wurde der Ort im Jahre 1294 als Wilderekeshusen. Lehnsherren im Mittelalter waren die Herren von Bovenden und von Gittelde sowie die Familie von Diepenbroick. Sie bewohnten eine Wasserburg. Später gehörte der Ort zum Alten Amt Westerhof.
Neben der Landwirtschaft bestand vom 16. Jahrhundert bis 1977 eine Ziegelei, in der viele Dorfbewohner ihren Lebensunterhalt verdienten. Um 1920 wurde die Tonkuhle als Fossillagerstätte bekannt. Im Rahmen von Forschungen von Hermann Schmidt, Joachim Reitner und anderen wurde die örtliche Tongrube untersucht. Sie wurde zur Zeit des Pliozän durch einen See gebildet. Ab dem 16. Jahrhundert bis 1977 wurde dort Ton abgebaut. Die abgelagerten Fossilien werden weiterhin untersucht; unter anderem wurden bisher Teile von Mastodonten und Riesensalamandern, sowie Insekten, Fische und Muschelkrebse sowie Teile von Pflanzen gefunden.
Der Bahnhof Willershausen lag an der Bahnstrecke Osterode–Kreiensen, die stillgelegt ist.
Willershausen wurde am 1. März 1974 in die Gemeinde Kalefeld eingegliedert.

## Politik

### Ortsrat
Willershausen hat einen Ortsrat, der sieben Mitglieder umfasst. Bei der Kommunalwahl 2021 ergab sich folgende Sitzverteilung:
- SPD: 5 Sitze
- CDU: 2 Sitze

### Ortsbürgermeister
Ortsbürgermeister ist Uwe Denecke.

### Wappen
In von Gold und Schwarz gespaltenem Schild zwei nach außen gekrümmte versteinerte Comptonia-Blätter in verwechselten Farben; der Schild ist in der Mitte belegt mit einem silbernen Mittelschild, darin ein durchgehendes Hochkreuz.
Das farnartige Blatt der Comptonia-Pflanze ist nur ein einziges Mal in der Tongrube von Willershausen gefunden worden und in seiner Art einzigartig in Europa. Das Fuldaer Stiftskreuz soll daran erinnern, dass Willershausen vom Stift Fulda aus gegründet wurde und dem Kloster Fulda noch im späten Mittelalter zu Lehen ging.

## Kultur und Sehenswürdigkeiten

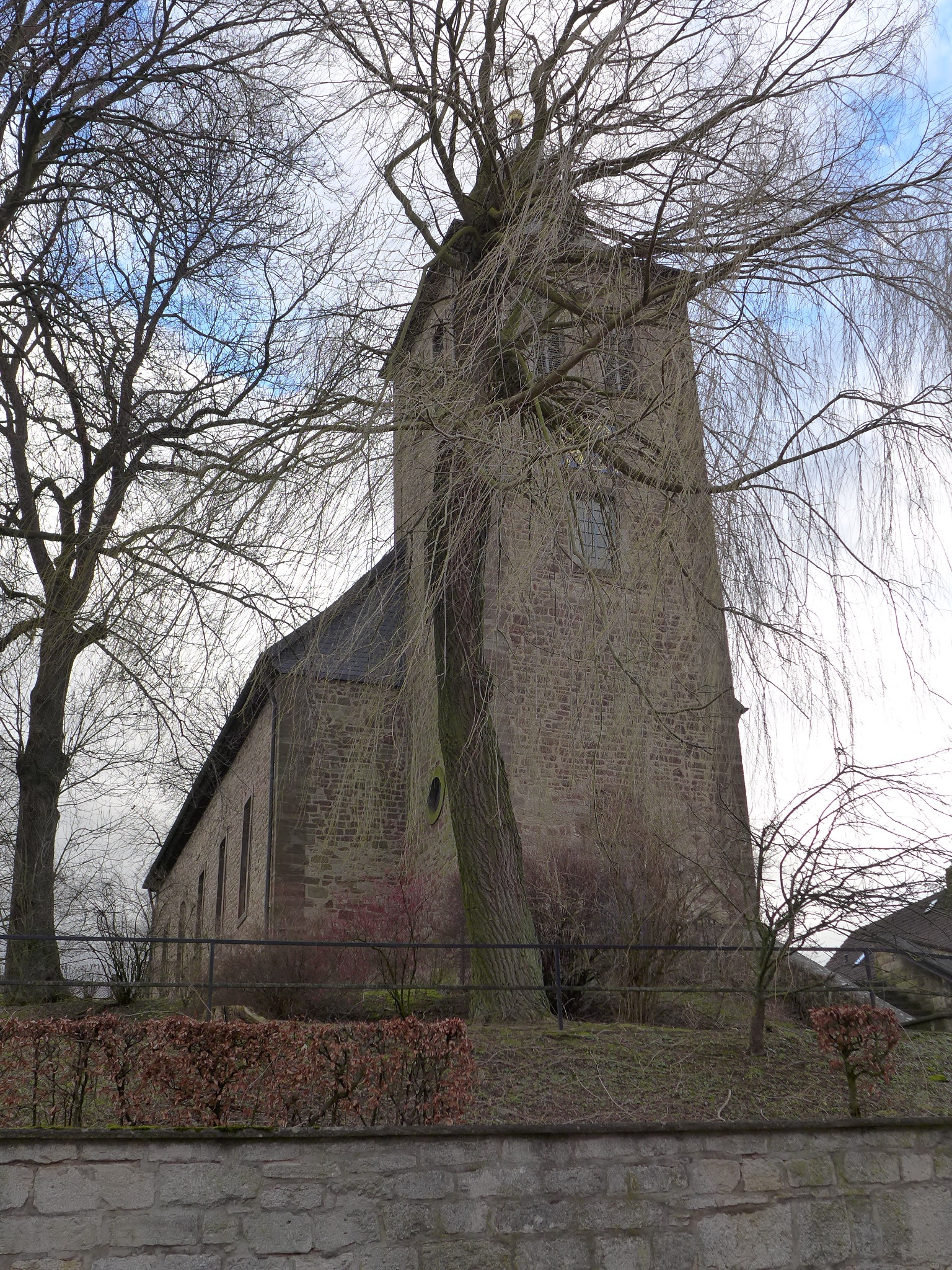
Ev. Kirche

Das Naturdenkmal Tongrube Willershausen ist seit 2012 Teil vom Geopark Harz – Braunschweiger Land – Ostfalen. Eine Ausstellung dazu gibt es im örtlichen Fossilienzimmer. Dazu werden Gästeführungen angeboten.
Die heutige evangelische Kirche St. Alexander wurde 1750 erbaut. Ende des 19. Jahrhunderts wurde sie vom Maler Friedrich Koch ausgemalt. 2013 wurden die Buntglasfenster restauriert.
Das örtliche Pfarrhaus wurde nach Plänen von Conrad Wilhelm Hase von 1865 erbaut und ist seit 2000 das Gemeindehaus der evangelischen Gemeinde, die zum Kirchenkreis Harzer Land gehört.
Die Gemeinde der Neuapostolischen Kirche Mitteldeutschland nutzte seit 1960 ein zuvor als Darre dienendes Gebäude des landwirtschaftlichen Edelhofes als Kirche, die 1992 durch eine neue Kirche ersetzt wurde.
Zu den Vereinen gehören der Heimatverein und der TSV Willershausen.